# Макс Бернд Дітріх
Макс Бернд Дітріх (нім. Max Bernd Dieterich; 6 вересня 1914, Мангайм — 24 грудня 1980, Дюссельдорф) — німецький офіцер-підводник, капітан-лейтенант крігсмаріне, фрегаттен-капітан бундесмаріне.

## Біографія
8 квітня 1934 року вступив на флот. З жовтні 1936 року відряджений в авіацію, служив в 1-й ескадрильї 306-ї і в 3-й ескадрильї 406-ї групи берегової авіації. В березні-липні 1941 року пройшов курс підводника і був переданий в розпорядження 24-ї флотилії. З вересня 1941 по січень 1942 року пройшов курс командира човна і командирську практику на підводному човні U-572. З лютого по 30 червня 1942 року — командир U-78, з 27 серпня 1942 по 22 лютого 1943 року — U-637. В лютому 1943 року переданий в  розпорядження 5-ї флотилії. З квітня 1943 року служив в штабі 30-ї флотилії. З серпня 1943 року — командир роти 1-ї навчальної дивізії підводних човнів. В січні-травні 1945 року — командир 121-го морського стрілецького батальйону. Протягом служби Дітріх був декілька разів поранений.

## Звання
- Кандидат в офіцери (8 квітня 1934)
- Морський кадет (26 вересня 1934)
- Фенріх-цур-зее (1 липня 1935)
- Оберфенріх-цур-зее (1 січня 1937)
- Лейтенант-цур-зее (1 квітня 1937)
- Оберлейтенант-цур-зее (1 квітня 1939)
- Капітан-лейтенант (1 квітня 1942)

## Нагороди
- Медаль «За вислугу років у Вермахті» 4-го класу (4 роки)
- Залізний хрест 2-го класу (1940)
- Нагрудний знак підводника (30 листопада 1941)